# Divék nemzetség

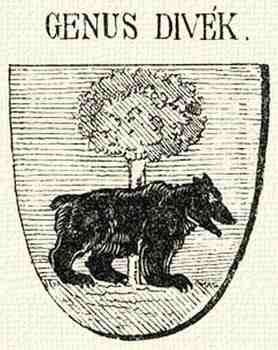

A Divék nemzetség a középkori Magyar királyság felvidéki részén volt birtokos. A hagyomány szerint a termékeny rudnói völgyben telepedett meg.
A fennmaradt oklevelek tanúsága alapján, legkorábbi ismert említésük Turóc vármegyéből származik 1246-ból. Később Trencsén-, Nyitra- és Bars vármegyében is elterjedtek. Első ismert őse Divéki Akur fia Akur, másik fia Kozma. Akur a Bossányi, Kozma az Újfalusy család őse volt. 1275-ben a nemzetség ősi birtokaiként említik Divékbankát (Buchfalua), Rudnát, Deuchet, Delzsényt, Kocurányt (Kuchure), Divékszécset, Prónát és Majtényt, melyeken Gyuveki Folkmar fia Baan és testvére Kozma osztozkodtak az esztergomi keresztesek konventje előtt.
A Bossányi család ősei 1300. június 19-én Vezekényt kapták III. András magyar királytól. 1632. január 10-én Sopronban II. Ferdinánd magyar király címeres nemeslevelet adott Divéky Albertnek, Kovách Pálnak és Kormos Mihálynak. Kihirdette Torna vármegye ugyanazon évben. 
A Divék nemzetségből származtak a gróf Ujfalussy, báró Majthényi, báró Rudnyánszky, Bacskády, Besznák, Bossányi, Csermendy, Divéky, Dobes, Jókuthy, Korosi, kemeneci Kosztolányi, Motesiczky, Rudnay és nyitrazsámbokréti Zsámbokréthy családok. A Turchányiak is leányágon a Divék-nemzetségből származnak.
Ősi címeralakjuk a fa tövében álló medve. Ettől a címeralaktól csak a kihalt Zsámbokréthy család tért el, legalább a 16. századtól kezdve.